# Caligus praetextus
Caligus praetextus är en kräftdjursart som beskrevs av Bere 1936. Caligus praetextus ingår i släktet Caligus och familjen Caligidae. Inga underarter finns listade i Catalogue of Life.